# گرایش جنسی و محیط
مطالعهٔ گرایش جنسی و محیط به رابطهٔ بین این دو و تاثیرهای احتمالی محیطی بر شکل‌گیری گرایش جنسی در انسان می‌پردازد. بعضی محققان اثرات محیطی را جدا از تأثیرات هورمونی می‌شمارند، درحالی‌که بعضی دیگر تاثیرهای زیستی غیرژنتیکی مانند هورمون‌های دوران جنینی را نیز جزئی از اثرات محیطی به‌شمار می‌آورند.
دانشمندان هنوز عامل دقیق شکل‌گیری گرایش‌های جنسی را نمی‌دانند، اما معتقدند که برهم‌کنش پیچیده‌ای از عوامل ژنتیکی، هورمونی، و محیطی بر آن تأثیرگذار است. دانشمندان بیان می‌کنند که گرایش جنسی برخلاف هویت گرایش جنسی، تابع اختیار و انتخاب خود فرد نیست.
طبق مطالعات فراوانی که در نیم‌قرن گذشته انجام شده‌اند، هیچ مدرک محکمی وجود ندارد که نشان دهد تجربیات دوران کودکی، محیط خانواده، یا تربیت والدین، بر گرایش جنسی‌اش تأثیرگذار باشند. بیشترین تأثیر محیط بر شکل‌گیری گرایش جنسی، به اثر محیط غیر مشترک نسبت داده می‌شود. بعضی مطالعات روابطی بین محیط خانواده و نحوهٔ بروز رفتارهای جنسی فرزند پیدا نموده‌اند. به‌این‌معنا که خلق فضایی پذیرنده یا طردکننده در خانواده نسبت به مثلاً همجنس‌گرایی، بر اینکه کودک مزبور دست به آزمایش رفتارهای جنسی همجنس‌گرایانه بزند نسبتاً تأثیرگذار است. همین‌طور ارتباطی بین ناهمگونی جنسیتی در کودکی و همجنس‌گرایی شخص در بزرگسالی مشاهده شده‌است.